# Падова
Падова (итал. Padova, лат. Patavium) је познати град на североистоку Италије. Падова је трећи највећи град у покрајини Венето и управно средиште истоименог округа Падова.
Падова има веома добро очувано старо градско језгро са низом цркава и палата, које је стога под заштитом УНЕСКО-а, али на туристичком пољу остала донекле у сенци оближње, веће и туристички важније Венеције.
Падова има познати универзитет основан још 1222. године.

## Географија
Падова се налази у североисточном делу Италије. Од престонице Рима град је удаљен 550 км северно, а од седишта покрајине, Венеције, 40 км западно.

### Рељеф
Падова се налази у источном делу Падске низије. Град је смештен у равничарском подручју, близу Венецијанске лагуне.

### Клима
Клима у падови је измењена средоземна клима са знатним утицајем континенталне климе са севера. Стога су зиме нешто оштрије, а лета блажа него у јужнијим деловима Италије.

### Воде
Кроз градско језгро протиче река Бачињоне, а северним ободом река Брента. Канал Брента везује град са Јадранским морем.

## Историја
Падову су основали италијанско племе Венети, од којих су је преотели Гали. Касније су је освојили Римљани, у 2. веку п. н. е., дајући име овоме граду Патавијум (лат. Patavium).
На почетку средњег века стратешки положај донео је Падови неколико бурних векова владавине варварских племена (Готи, Визиготи, Ломбарди, Угри). После тога град пада под утицај баварских владара, а у ствари стиче независност. Ускоро град постаје једна од северноиталијанских градова-државица. У ово време Падова се брзо развија, а градом владају великашке породице Есте и Де Романо. Међутим, сукоби око владања градом доводе до пада Падове под власт Млетачке републике на почетку 15. века и такво стање остаје до краја 18. века.
Када је Наполеон 1797. укинуо Млетачку републику миром у Кампоформију почиње време наглих историјских промена за Падову. Током Наполеонових ратова Падова је била део његове Краљевине Италије, да би потом била део Ломбардије-Венеције, вазалне државе Хабзбуршке монархије. Године 1866. Падова и околина су придружени новооснованој Краљевини Италији. Овако буран 19. век довео је до пропадања града и смањења становништва.
Током 20. века Падова је претрпела значајна разарања у светским ратовима. За време Првог светског рата северно од града водиле су се тешке борбе. У Другом светском рату град је био тешко оштећен савезничким бомбардовањима. Међутим, друга половина века била је обележена брзим привредним растом и наглом урбанизацијом града. Нови узлет град доживљава од 50-их година са развојем индустрије на ширем градском подручју и тако град постаје један од најразвијенијих градова Италије.

## Клима
| Клима (Падова)             | Клима (Падова) | Клима (Падова) | Клима (Падова) | Клима (Падова) | Клима (Падова) | Клима (Падова) | Клима (Падова) | Клима (Падова) | Клима (Падова) | Клима (Падова) | Клима (Падова) | Клима (Падова) | Клима (Падова) |
| Показатељ \ Месец          | .Јан.          | .Феб.          | .Мар.          | .Апр.          | .Мај.          | .Јун.          | .Јул.          | .Авг.          | .Сеп.          | .Окт.          | .Нов.          | .Дец.          | .Год.          |
| -------------------------- | -------------- | -------------- | -------------- | -------------- | -------------- | -------------- | -------------- | -------------- | -------------- | -------------- | -------------- | -------------- | -------------- |
| Средњи максимум, °C (°F)   | 5,3 (41,5)     | 8,2 (46,8)     | 12,7 (54,9)    | 17,3 (63,1)    | 22,2 (72)      | 26,3 (79,3)    | 28,8 (83,8)    | 28,1 (82,6)    | 24,1 (75,4)    | 17,9 (64,2)    | 11,4 (52,5)    | 6,6 (43,9)     | 28,8 (83,8)    |
| Средњи минимум, °C (°F)    | −1,1 (30)      | 0,4 (32,7)     | 4,1 (39,4)     | 8,1 (46,6)     | 12,3 (54,1)    | 15,9 (60,6)    | 18,9 (66)      | 17,3 (63,1)    | 14,2 (57,6)    | 9,5 (49,1)     | 4,5 (40,1)     | 0,6 (33,1)     | −1,1 (30)      |
| Количина падавина, mm (in) | 48 (18,9)      | 49 (19,3)      | 68 (26,8)      | 79 (31,1)      | 82 (32,3)      | 82 (32,3)      | 60 (23,6)      | 59 (23,2)      | 67 (26,4)      | 83 (32,7)      | 82 (32,3)      | 61 (24)        | 820 (322,9)    |
| [ тражи се извор ]         |                |                |                |                |                |                |                |                |                |                |                |                |                |

## Становништво
Према резултатима пописа становништва 2011. у општини је живело 206.192 становника.
| 1931.   | 1936.   | 1951.   | 1961.   | 1971.   | 1981.   | 1991.   | 2001.   | 2011.   |
| ------- | ------- | ------- | ------- | ------- | ------- | ------- | ------- | ------- |
| 126.843 | 138.709 | 167.672 | 197.680 | 231.599 | 234.678 | 215.137 | 204.870 | 206.192 |

Године 2008. Падова је имала нешто преко 210.000 становника, што је 2 пута више него пре једног века. Падова има и знатно приградско подручје, са којим броји дупло више становника.
Град данас има значајан удео имигрантског становништва; 91% становника су грађани Италије, а осталих 9% су досељеници из свих крајева света, највише са Балкана.

### Важнији културни споменици
Падова је град са дугом историјом. Град има очувано старо градско језгро садржи и низ цркава, градских здања, палата. Неки од значајних културних здања су: 
- Базилика светог Антонија, најатрактивнија црква у граду
- Трг Прато дела Вале, један од симбола града.
- главна катедрала
- капела Degli Scrovegni, позната капела са фрескама Ђота
- Ботанични врт, отворен 1545, вероватно најстарији у Европи

## Базилика светог Антонија и утицај византијске архитектуре
Најимпозантнија и најатрактивнија од здања у Падови је Базилика светог Антонија, у којој се налазе његове реликвије и његов гроб. Од реликвија је у потпуности сачуван само језик, али може се видети и његова вилица итд. Сачуван је и његов плашт, али не у потпуности. Базилика је тробродна, има предиван деанбулаторијум. Унутар цркве се налазе многобројни Донателови радови. Упркос општем мишљењу, св. Антоније Падовански није заштитник Падове него Португалије, где је и рођен. У Падову је дошао пред крај живота где је умро и где му је саграђена базилика.
Базилика има сличан стил купола као и црква Светог Марка у Венецији, чији јој је узор била за време грађења. Обе цркве имају куполе које су значајне за византијски стил црква. Византијски стил је тада био веома доминантан и довршен па је узео маха и на територији Венета па и југа Италије.

## Прато дела Вале
Један од архитектурних бисера је елипсасти трг Прато дела Вале (итал. Prato della Valle). Трг се налази окружен са водним каналом, преко кога иде неколико мостића, а наоколо са обје стране налазе се статуе познатих. На тргу су биле и статуе дуждева док их није одстранио Наполеон за време француске владавине.

## Партнерски градови
- Бостон
- Јаши
- Нанси
- Хандан
- Коимбра
- Каљари
- Фрајбург
- Беира

## Галерија
- Главни градски Трг деле Ербе
- Ботаничка башта под заштитом УНЕСКОа
- Палата ди Капитано
- Статуа коњаника Гатамелате
- Базилика